# نفل رفيع الأوراق
النفل رفيع الأوراق (باللاتينية: Trifolium angustifolium) نوع نباتي من جنس النفل من الفصيلة البقولية.

## الموئل والانتشار
موطنه الأصلي بلاد الشام والمغرب العربي وحوض البحر الأبيض المتوسط والقوقاز ومعظم مناطق أوروبا.